# Rajon Krasnokutsk
Der Rajon Krasnokutsk (ukrainisch Краснокутський  район/Krasnokutskyj rajon; russisch Краснокутский район/Krasnokutski rajon) war eine Verwaltungseinheit innerhalb der Oblast Charkiw im Osten der Ukraine. Der Rajon, welcher 1923 gegründet wurde, hatte eine Fläche von 1041 km² und eine Bevölkerung von etwa 28.000 Einwohnern. Der Verwaltungssitz befand sich in der namensgebenden Siedlung städtischen Typs Krasnokutsk.
Am 17. Juli 2020 kam es im Zuge einer großen Rajonsreform zum Anschluss des Rajonsgebietes an den Rajon Bohoduchiw.
Auf kommunaler Ebene war der Rajon in 2 Siedlungsratsgemeinden und 11 Landratsgemeinden unterteilt, denen jeweils einzelne Ortschaften untergeordnet waren.
Zum Verwaltungsgebiet gehörten:
- 2 Siedlungen städtischen Typs
- 48 Dörfer
- 16 Ansiedlungen